# Mike Maclean
Mike Maclean (eigentlich Michael John Maclean; * 4. Mai 1946) ist ein ehemaliger britischer Mittelstreckenläufer und Sprinter.
Bei den British Commonwealth Games 1970 in Edinburgh erreichte er für Schottland startend über 800 m das Halbfinale und wurde in der 4-mal-400-Meter-Staffel Sechster.
Von 1968 bis 1970 wurde er dreimal in Folge Schottischer Meister über 880 Yards bzw. 800 m.

## Persönliche Bestzeiten
- 400 m: 49,0 s, 1969
- 800 m: 1:47,7 min, 13. Juni 1970, Edinburgh